# Henry Herbert, 2. Earl of Pembroke
Henry Herbert, 2. Earl of Pembroke KG (* 1538; † 19. Januar 1601) war ein englischer Adliger des Elisabethanischen Zeitalters.

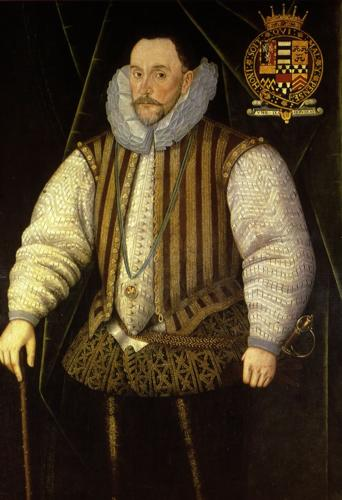
Henry Herbert, 2. Earl of Pembroke

## Leben
Henry Herbert war der Sohn von William Herbert, 1. Earl of Pembroke und Anne Parr. Er wurde im Mai 1553 aufgrund politischer Ambitionen ihrer Eltern mit Lady Catherine Grey verheiratet. Die Ehe wurde 1554 für nichtig erklärt, als Königin Maria I. den Thron bestieg.
Henry Herberts zweite Frau war Lady Catherine Talbot, Tochter von George Talbot, 6. Earl of Shrewsbury, und seiner Frau Lady Gertrude Manners, Tochter von Thomas Manners, 1. Earl of Rutland. Seine dritte Frau war Mary Sidney. Aus seiner dritten Ehe hatte er eine Tochter sowie zwei Söhne, William Herbert, 3. Earl of Pembroke, und Philip Herbert, 4. Earl of Pembroke, 1. Earl of Montgomery.
Während der 1590er Jahre war Henry Herbert Schirmherr der Pembroke’s Men, einer Theatergruppe, die als erste eine Reihe von Theaterstücken wie Heinrich VI, Teil 1 von William Shakespeare und The Isle of Dogs von Thomas Nashe und Ben Jonson aufführten. Letzteres führte zu einem großen Skandal.

## Vermächtnis
Die Rüstung von Henry Herbert ist heute im Metropolitan Museum of Art in der Galerie für Waffen und Rüstungen zu sehen. Sie wurde 1580 durch die Waffenschmiede in Greenwich hergestellt, eine von Heinrich VIII. gegründete königliche Werkstatt für die Produktion von Rüstungen für den englischen Adel. Sein Porträt und das seines Vaters William sind im National Museum of Wales in Cardiff zu sehen. Dieses befindet sich in der Nähe von Cardiff Castle, das lange Zeit Stammsitz der Familie Herbert war.